# Foissac (Gard)
Foissac ist eine französische Gemeinde mit 449 Einwohnern (Stand: 1. Januar 2022) im Département Gard in der Region Okzitanien (vor 2016: Languedoc-Roussillon). Sie gehört zum Arrondissement Nîmes und zum Kanton Uzès. Die Einwohner werden Foissacois genannt.

## Geografie
Foissac liegt etwa 24 Kilometer nordnordöstlich des Stadtzentrums von Nîmes und etwa 20 Kilometer ostsüdöstlich von Alès. Die Nachbargemeinden von Foissac sind Aigaliers im Norden, Serviers-et-Labaume im Osten, Collorgues im Süden und Südwesten sowie Baron im Westen und Nordwesten.

## Bevölkerungsentwicklung
| Jahr                       | 1962 | 1968 | 1975 | 1982 | 1990 | 1999 | 2006 | 2020 |
| -------------------------- | ---- | ---- | ---- | ---- | ---- | ---- | ---- | ---- |
| Einwohner                  | 122  | 130  | 163  | 183  | 223  | 269  | 334  | 446  |
| Quellen: Cassini und INSEE |      |      |      |      |      |      |      |      |